# Темпести, Стефано
Стефано Темпе́сти (итал. Stefano Tempesti; 9 июня 1979, Прато) — итальянский ватерполист, вратарь сборной Италии и клуба «Про Рекко».

## Карьера
Стефано Темпести начал свою карьеру в родном городе Прато, а позднее перебрался во Флоренцию, где выступал за местную ватерпольную команду и выиграл в её составе Кубок кубков 2001 года.
С 2003 года защищает ворота одной из сильнейших итальянских команды — «Про Рекко» из Рекко. В её составе десять раз подряд становился чемпионом Италии и ещё пять раз выигрывал ватерпольную Лигу чемпионов.
В сборной Италии Темпести дебютировал в 1999 году. В 2000 году впервые принимал участие в Олимпийских играх, но в Сиднее итальянцы стали только пятыми. В 2003 году итальянский голкипер в составе сборной стал вице-чемпионом мира и серебряным призёром мировой лиги.
Стефано Темпести входил в состав олимпийской сборной Италии на Играх 2004 и 2008 годов, но там итальянцы выступали неудачно, заняв 8 и 9 места соответственно. В 2011 году в Шанхае итальянцы стали сильнейшими на чемпионате мира.
На Олимпиаде 2012 года в Лондоне Темпести был основным голкипером сборной и помог итальянцам дойти до финала, где они уступили хорватам 8:6 и завоевали серебряные медали.
Провёл 416 игр за сборную.